# Jack Doohan
Jack Michael Doohan (Gold Coast, 20 de janeiro de 2003) é um automobilista australiano que competiu na Fórmula 1 pela equipe Alpine por 7 corridas, entre 2024 e 2025. Ele também é membro da Alpine Academy e foi piloto reserva da equipe em 2024. Ele foi membro do programa de jovens pilotos da Red Bull entre 2018 e 2021. Jack é filho de Mick Doohan, que venceu cinco vezes o título mundial na MotoGP, entre 1994 e 1998.

## Biografia
Jack é filho de Mick Doohan, pentacampeão da MotoGP, e de Selina Sines. Ele nasceu prematuro, com seis semanas antes do previsto. Ele possui uma irmã três anos mais velha chamada Allexis, e é sobrinho de Scott Doohan, também piloto de motociclismo. Ele e sua família cresceram próximos de Michael Schumacher, que chegou a ser vizinho dos Doohans em Mônaco, e dessa forma, Jack e Mick Schumacher também se tornaram amigos. Desde meados de 2019, Jack tem um relacionamento discreto com Ebony Zippora.

## Carreira

### Kart
Jack Doohan ganhou seu primeiro kart do antigo vizinho e heptacampeão de Fórmula 1 Michael Schumacher. Doohan começou a competir profissionalmente no kart em 2012, tendo conquistado dois campeonatos nacionais em 2015 e 2016, sendo terceiro no campeonato europeu e sexto no mundial de kart.

### Fórmula 4

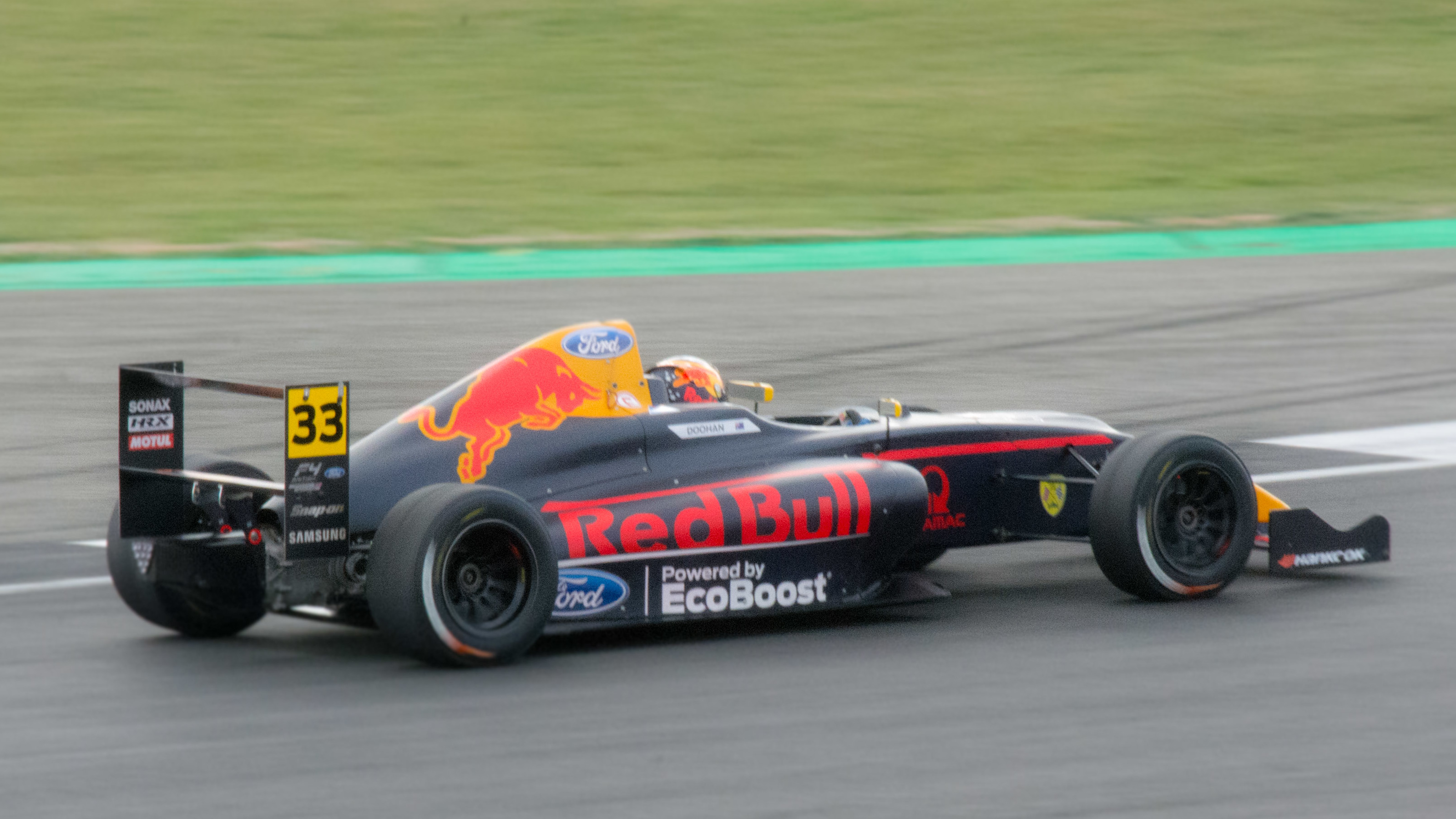
Doohan em Silverstone durante prova da F4 Britânica

Em 2018, Doohan migrou para os monopostos, participando do Campeonato Britânico de Fórmula 4 pela TRS Arden Junior Racing Team, ao lado do companheiro júnior da Red Bull Dennis Hauger. Conquistou três vitórias em doze pódios e sete voltas mais rápidas, terminando em quinto lugar no campeonato de pilotos, com apenas um ponto de diferença para Hauger, o quarto colocado.
No mesmo ano, Doohan disputou a ADAC Fórmula 4 pela Prema Powerteam nas duas etapas de Hockenheimring e em Nürburgring, terminando em décimo segundo no campeonato. Também participou do Campeonato Italiano de Fórmula 4 pela mesma equipe nas etapas de Le Castellet e Monza, terminando em vigésimo no campeonato, sem somar pontos.

### MRF Challenge
No início de 2019, Doohan disputou cinco corridas da MRF Challenge, todas na etapa de Chennai, obtendo dois terceiros lugares como melhores resultados e encerrando a temporada na nona posição, com cinquenta pontos.

### Fórmula 3 Asiática
Em 2019, Doohan fez sua primeira aparição no Campeonato Asiático de Fórmula 3 com a Hitech Grand Prix. O australiano venceu cinco corridas, fez mais oito pódios e brigou pelo título com seu companheiro de equipe, o veterano Ukyo Sasahara, mas acabou sendo o vice, ficando 25 pontos atrás de Sasahara.
Na temporada seguinte, ele retornou com a Pinnacle Motorsport, tendo como companheiro regular o brasileiro Pietro Fittipaldi. Doohan mais uma vez disputou o título, tendo acumulado seis vitórias, o maior número da temporada, e também mais quatro pódios, mas terminou novamente em segundo lugar, sendo superado pelo neerlandês Joey Alders por 37 pontos.

### Eurofórmula Open
Doohan competiu na Eurofórmula Open em 2019 pela equipe Double R, tendo como companheiro regular o sueco Linus Lundqvist. O australiano terminou no pódio duas vezes, uma em Hockenheimring e no Red Bull Ring. Fora isso, sua temporada foi mediana e Doohan terminou em 11º na classificação geral, somando 79 pontos, quase a metade do que Lundqvist, o quinto colocado, acumulou, e no campeonato de novatos, o australiano foi o sexto, enquanto Lundqvist foi o segundo.

### Fórmula 3 da FIA
Em 8 janeiro de 2020, foi anunciado que Doohan havia sido contratado pela equipe HWA Racelab para a disputa da temporada de 2020 do Campeonato de Fórmula 3 da FIA, tendo como companheiros o brasileiro Enzo Fittipaldi e o britânico Jake Hughes. Ele foi o pior do trio, ficou em 26º e não marcou pontos, tendo como melhor resultado um décimo primeiro lugar em Mugello.

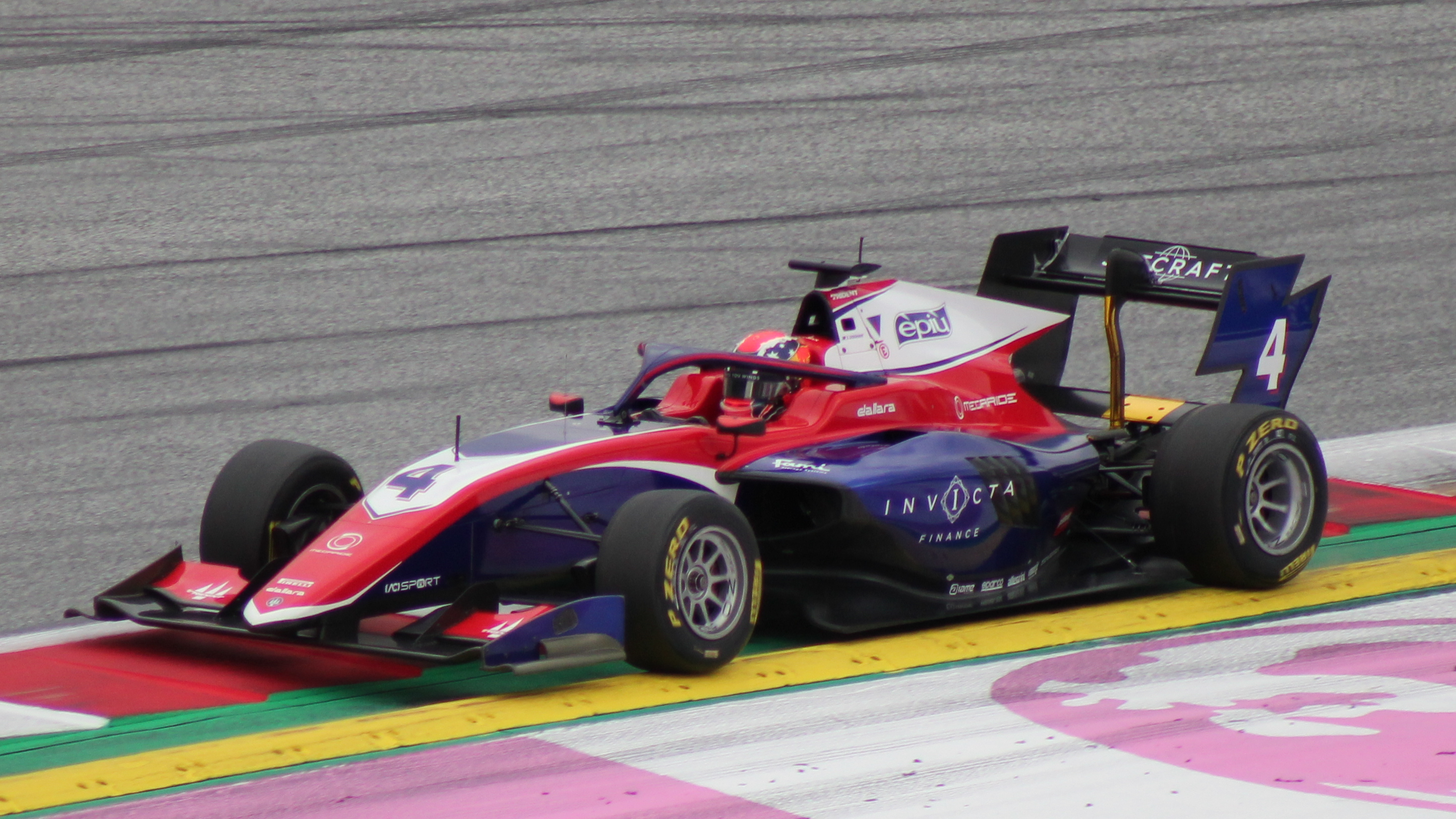
Doohan em prova da F3 de 2021

Para a disputa da temporada de 2021, ele se transferiu para a Trident, para quem testou ao final da temporada passada. Seus companheiros foram o francês Clément Novalak e o alemão David Schumacher, e Doohan superou os dois, ficando com o vice-campeonato ao obter três pódios e três vitórias, mas perdeu o título para o norueguês Dennis Hauger, da Prema, que marcou 205 pontos contra os 150 do australiano.

### Fórmula 2
Em 29 de novembro de 2021, foi anunciado que Doohan havia sido contratado pela equipe MP Motorsport para disputar a partir da sétima rodada do Campeonato de Fórmula 2 da FIA de 2021, substituindo Richard Verschoor e correndo ao lado do francês Clément Novalak, que também acabava de entrar para substituir Lirim Zendeli. O melhor resultado de Doohan no seu ano de estreia na F2 foi o quinto lugar na corrida 2 da Arábia Saudita. O australiano pontuou novamente na corrida 2 de Abu Dhabi e encerrou o ano com sete pontos, ficando na 19ª colocação, nove posições acima de Novalak, que não pontuou.

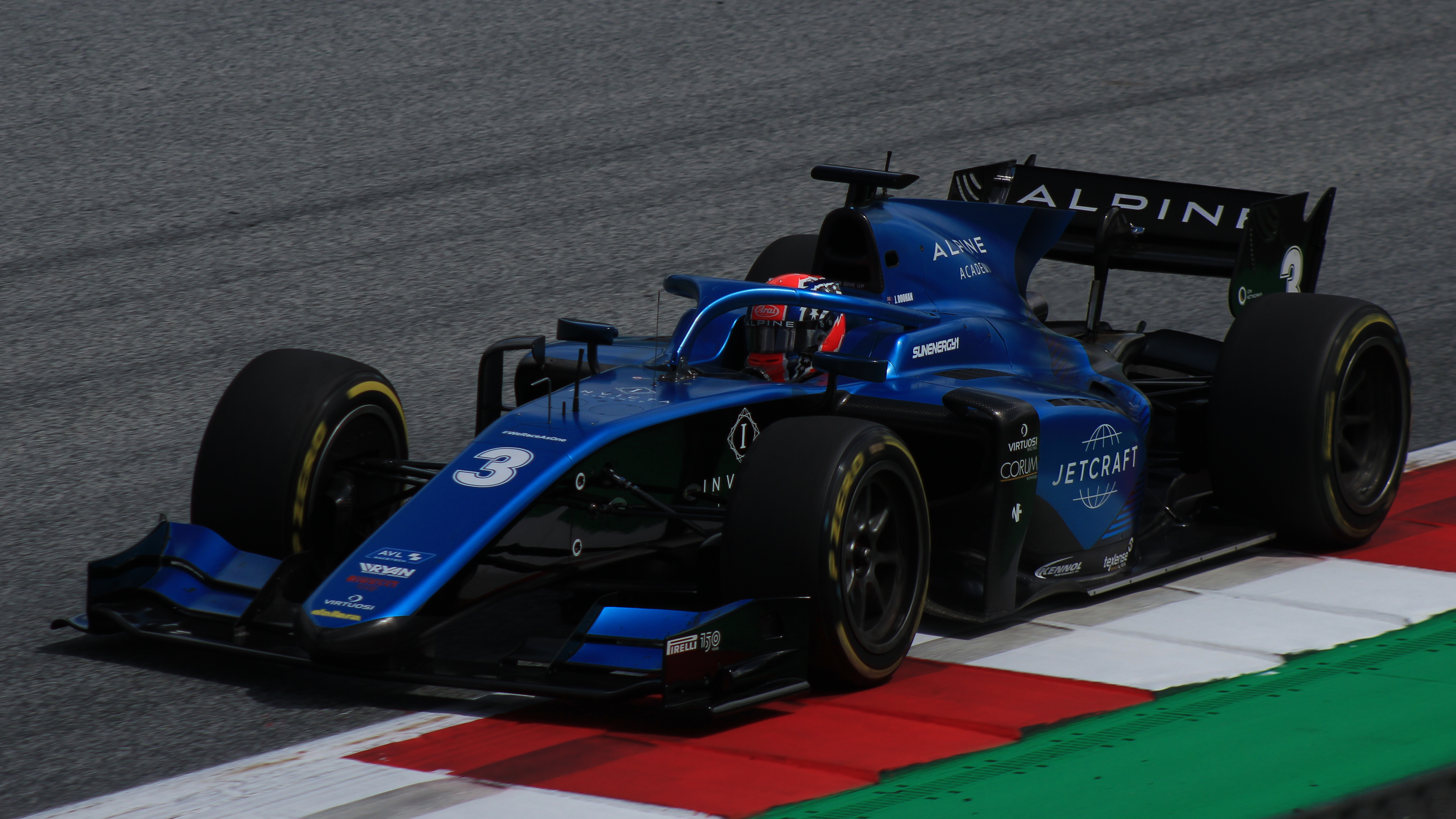
Doohan guiando o carro da Invicta na Áustria em 2022

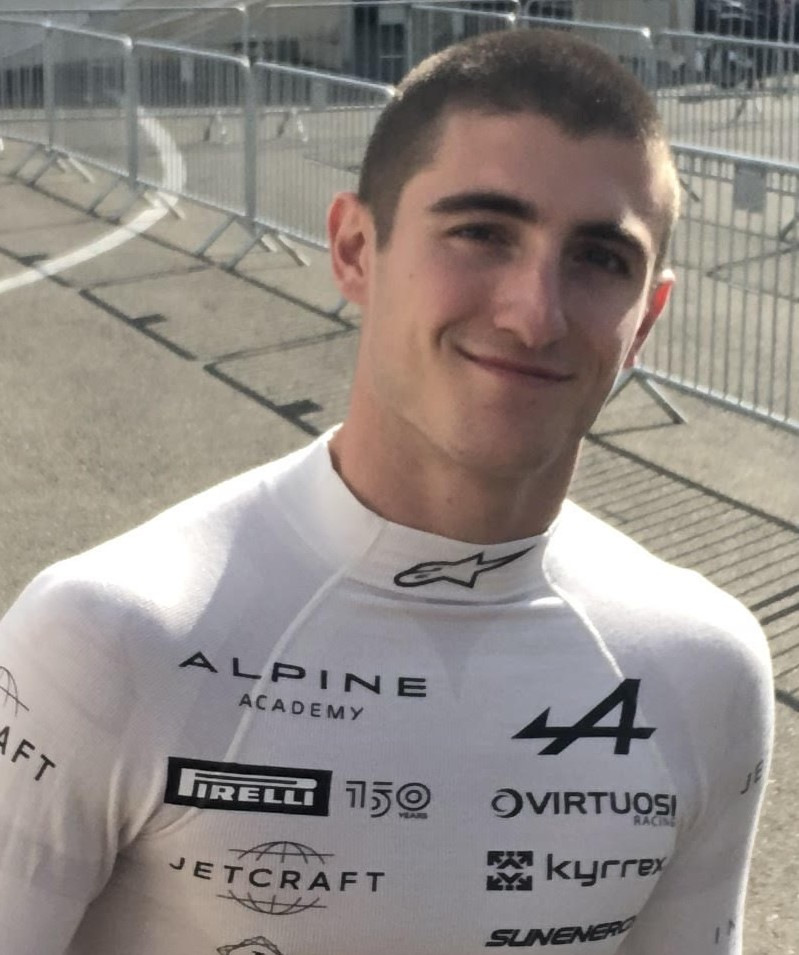
Doohan em 2022

Para a disputa da temporada de 2022, ele se transferiu para a Virtuosi Racing, correndo ao lado do japonês Marino Sato. Em seu primeiro ano completo na categoria, Doohan começou fazendo a pole no Barém. Seu primeiro pódio foi na corrida longa de Barcelona, na qual terminou em segundo, e sua primeira vitória foi na corrida curta de Silverstone. Ele voltou a vencer na sprint da Hungria e na corrida longa da Bélgica, e também fez mais dois pódios com o terceiro lugar na sprint da Áustria e o segundo lugar na sprint da Bélgica. Ao todo, Doohan obteve três vitórias, seis pódios, três poles, quatro voltas mais rápidas e terminou o campeonato em sexto, com 128 pontos, superando Sato com ampla margem, já que o japonês só marcou seis pontos.

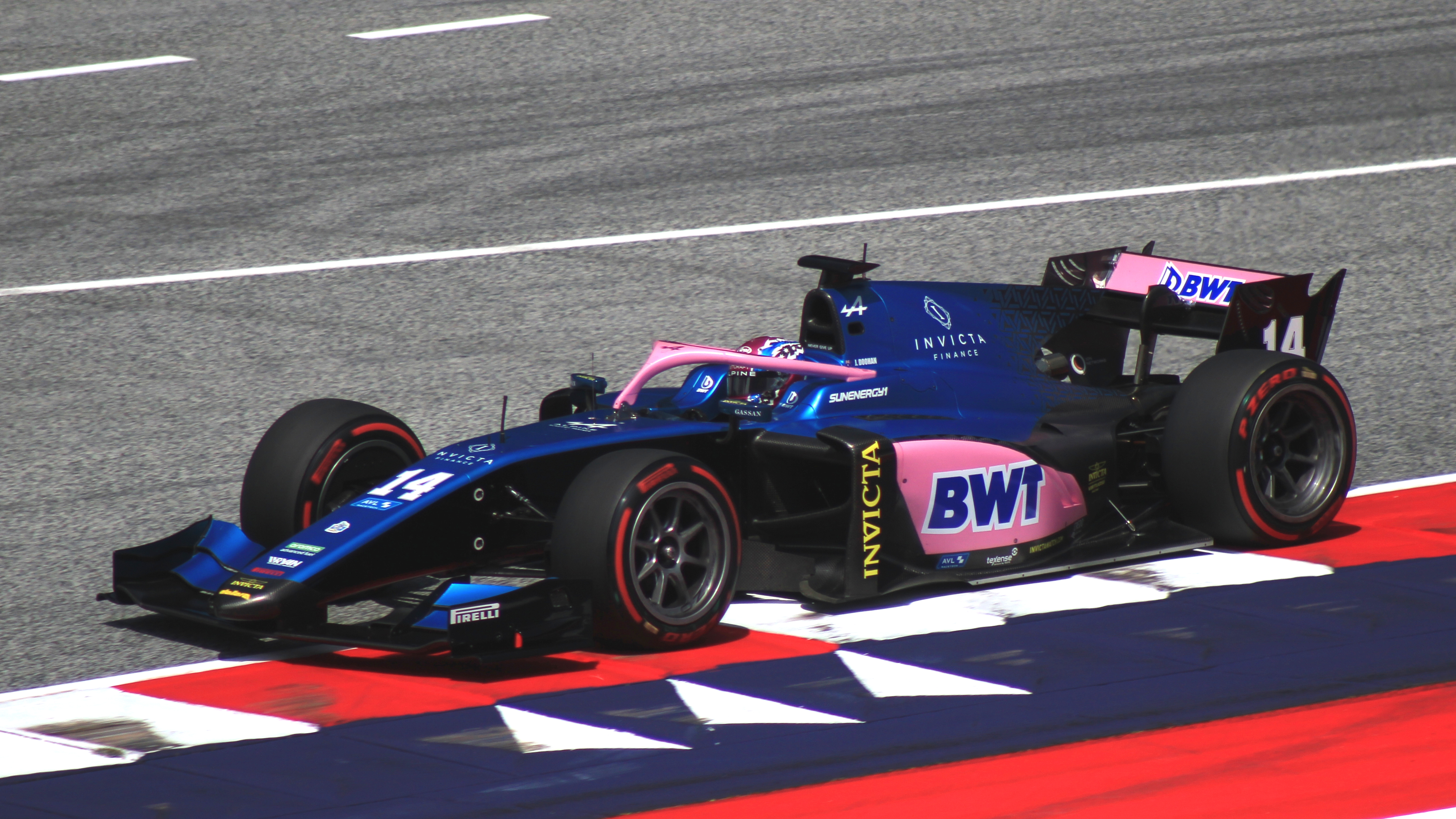
Doohan no Red Bull Ring em 2023

Doohan permaneceu com a equipe Virtuosi para a disputa da temporada de 2023, formando dupla com o belga Amaury Cordeel. Apesar das expectativas de brigar pelo título, Doohan só conseguiu o terceiro lugar, vencendo três corridas, incluindo a que encerrou a temporada, e fazendo mais dois pódios. Doohan encerrou o ano com 168 pontos, tendo superado Cordeel com uma diferença enorme, pois o belga fez apenas oito pontos, mas distante dos postulantes ao título, afinal, Frederik Vesti, o vice-campeão, superou Doohan por 24 pontos, e o campeão Théo Pourchaire fez 35 pontos a mais do que o australiano. Assim, Doohan decidiu não fazer uma terceira temporada completa na categoria.

### Fórmula 1
Em setembro de 2017, Doohan foi contratado pela Red Bull Junior Team. Ele deixou o programa de jovens pilotos da Red Bull após a temporada de 2021.

#### Alpine
Doohan assinou contrato com a Alpine Academy em 2022, descrevendo sua mudança como "acéfala", afirmando que o programa de testes de Fórmula 1 e o projeto da equipe dentro do Campeonato Mundial de Endurance, que deu a ele uma infinidade de oportunidades para o futuro. Ele teria sua primeira chance de testar o Alpine A521 no Circuito Internacional de Lusail em meados daquele ano. Ele então pilotou o carro novamente no Autódromo Nacional de Monza antes do fim de semana do Grande Prêmio da Grã-Bretanha. Em setembro, Doohan testou com o Alpine A521 em Hungaroring, ao lado de Antonio Giovinazzi e Nyck de Vries. Doohan participou de suas primeiras sessões de treinos livres com a Alpine no Grande Prêmio da Cidade do México e no Grande Prêmio de Abu Dabi. Ele chegou até conversar sobre uma vaga na Fórmula 1 para 2023 com a equipe francesa, mas a Alpine contratou Pierre Gasly. Doohan também participou dos testes pós-temporada com a Alpine.

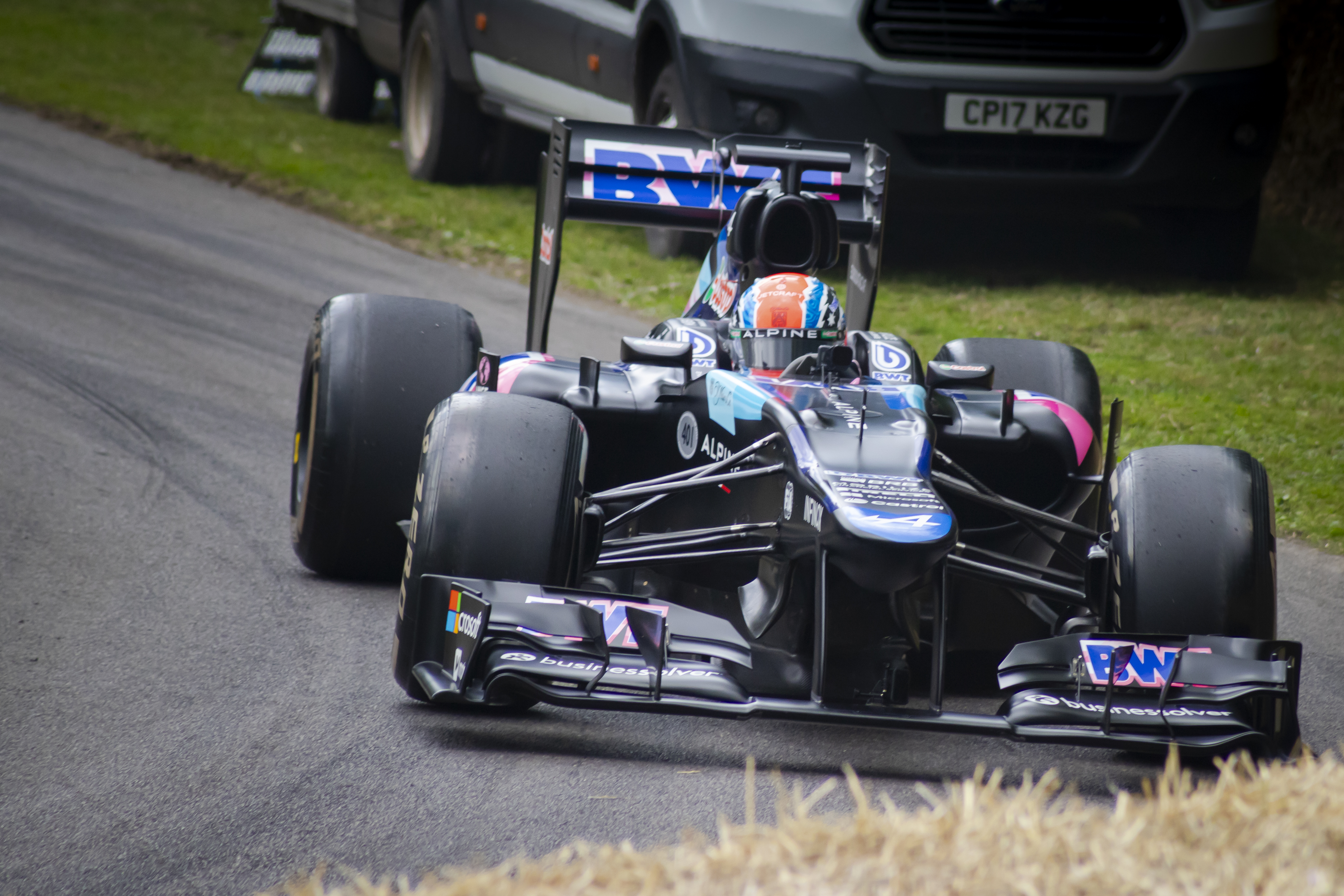
Jack Doohan pilotando o Lotus E20 usando pintura da Alpine durante o festival de Goodwood

Em 2023, Doohan foi anunciado como piloto reserva da Alpine. Doohan participou de seu primeiro teste de Fórmula 1 do ano em maio, pilotando o A521 em Monza. Doohan participou novamente do primeiro treino livre com a Alpine no Grande Prêmio da Cidade do México. Ele completou 25 voltas e ficou no 18º lugar no geral. Ele pilotou novamente no treino livre 1 do Grande Prêmio de Abu Dabi com a Alpine, terminando com o 13º tempo mais rápido. Este foi o quarto tempo mais rápido dos estreantes participantes da sessão, terminando atrás de Felipe Drugovich com a Aston Martin, Robert Shwartzman para Ferrari e Frederik Vesti para Mercedes, mas à frente de Théo Pourchaire para Alfa Romeo, Pato O'Ward para McLaren, Jake Dennis para Red Bull, Isack Hadjar para AlphaTauri e Zak O'Sullivan para Williams. Ele então participou do teste de jovens pilotos mais uma vez com a Alpine, estabelecendo o sétimo tempo mais rápido.
Em 2024, Doohan decidiu focar exclusivamente em seu cargo de piloto reserva da Alpine, rejeitando participar de categorias como a Indy e o WEC. Ele testou pela equipe francesa em fevereiro, guiando o A521 em Barcelona, e em maio, guiando o A522 em Zandvoort. E no Canadá, ele teve a chance de participar de um treino livre. Contudo, as condições climáticas instáveis impediram que o australiano conseguisse marcar tempo.

##### 2024-25: Estreia
Em 23 de agosto de 2024, a Alpine anunciou a contratação de Doohan para ser o novo piloto da equipe na temporada de 2025. Ele substituiria Esteban Ocon, que se transferiu para a Haas, e passando a competir ao lado de Pierre Gasly, que renovou com a equipe francesa. Inicialmente, Doohan pretendia correr com o número 12, mas Andrea Kimi Antonelli, que também fará sua estreia na categoria em 2025, já tinha registrado esse número junto à FIA, por isso, Jack adotou o número 7, mencionando ter corrido com esse número em 2019, durante seu período na Eurofórmula Open, e que se inspirava em um de seus ídolos, Kimi Raikkonen, que correu com o número 7 entre 2014 e 2021.
Mas a estreia de Doohan pela Alpine foi antecipada para dezembro de 2024, depois que Ocon e a Alpine decidiram pela recisão contratual momentos após o GP do Catar. Assim, o australiano fez sua primeira corrida na Fórmula 1 no Grande Prêmio de Abu Dhabi. Doohan largou em décimo sétimo e terminou a prova em décimo quinto, sendo o penúltimo dentre os que completaram a prova, à frente apenas de Kevin Magnussen, da Haas. Com isso, Doohan acabou ficando na vigésima quarta e última colocação no campeonato de pilotos. Mesmo assim, o australiano agradeceu à equipe pela oportunidade de voltar a correr e classificando sua estreia como "incrível".
Antes mesmo da temporada 2025 começar, circularam pela imprensa rumores sobre uma possível substituição de Doohan por Franco Colapinto, que tinha acabado de assinar um longo contrato para ser reserva, mas tanto a equipe quanto o piloto australiano os negaram. Doohan tinha garantido em seu contrato que ele pilotaria a Alpine por seis corridas, e após esse prazo, ele seria reavaliado.

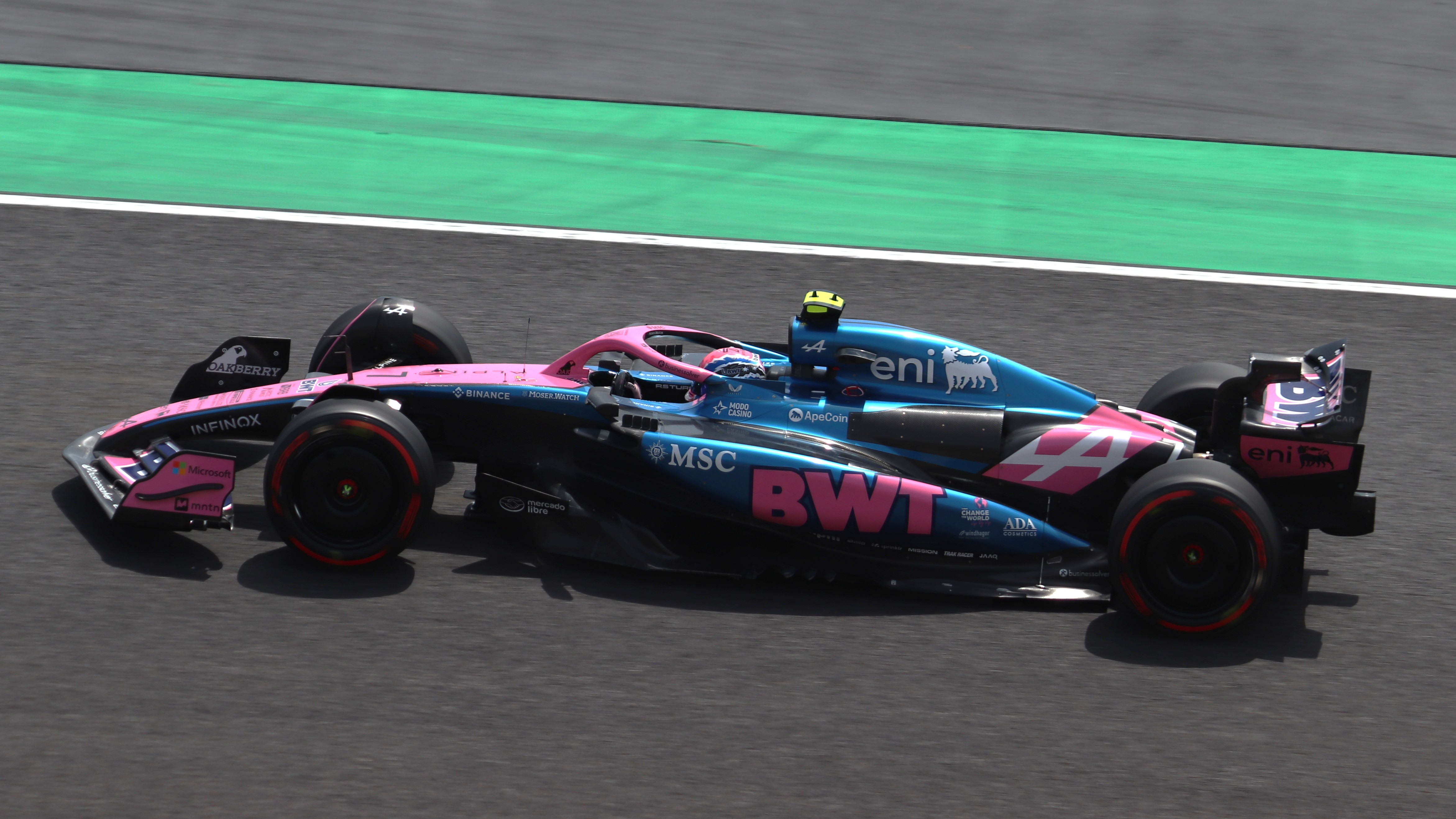
Doohan durante a terceira sessão de treinos livres do

Assim, ele representou a equipe francesa no GP da Austrália, etapa de abertura da temporada, que também era a sua "home race" (corrida de casa). Ele se classificou em décimo quarto, mas abandonou após bater na volta de abertura. Na corrida sprint da China, Doohan tocou Gabriel Bortoleto, quase provocando um acidente, e o australiano foi penalizado com 10 segundos e dois pontos em sua superlicença, encerrando a prova em vigésimo. Já na corrida principal chinesa, Doohan voltou a ser punido com mais 10 segundos e dois pontos na superlicença, dessa vez por tirar Isack Hadjar da pista, e ele cruzou a linha de chegada em décimo terceiro, seu melhor resultado na F1 até o momento. No Japão, Doohan se acidentou durante a segunda sessão de treinos livres, após tentar contornar a curva 1 com a asa móvel aberta, o que seu chefe Oliver Oakes definiu como "erro de julgamento". Jack se classificou em décimo nono e terminou a etapa em Suzuka como décimo quinto. Mais tarde, no Barém, ele se classificou em décimo primeiro, alcançando sua melhor posição de largada, e chegou a estar entre os dez primeiros, mas terminou a prova em décimo quarto, recebendo uma penalidade de cinco segundos por exceder os limites da pista. Na Arábia Saudita, Doohan se classificou em décimo sétimo, chegou a ser último colocado no grid, mas após trocar os pneus e batalhar com Bortoleto, que tinha carro inferior e vinha com pneus desgastados, recuperou sua posição de largada original na última volta. Na sprint de Miami, Doohan foi décimo sexto e se classificou em décimo quarto para a corrida principal, superando seu companheiro Gasly pela primeira vez, mas na largada, ele colidiu com Liam Lawson e acabou abandonando na primeira volta.
Com isso, os rumores da substituição de Doohan por Colapinto se fortaleceram, com sites como BBC e The Race noticiando que o australiano já tinha sido avisado de sua saída do posto de titular da Alpine. E em 7 de maio de 2025, a equipe confirmou que Colapinto ficaria no lugar de Doohan a partir do GP de Emília-Romanha, com o australiano voltando a ser reserva e assumindo uma "posição rotativa", já que o argentino teria mais cinco provas garantidas para essa temporada.

## Resultados

### Resumo da carreira
| Temporada | Categoria                          | Equipe                       | Corridas       | Vitórias       | Poles          | V.M.R.         | Pódios         | Pontos         | Pos.           |
| --------- | ---------------------------------- | ---------------------------- | -------------- | -------------- | -------------- | -------------- | -------------- | -------------- | -------------- |
| 2018      | Fórmula 4 Britânica                | TRS Arden Junior Racing Team | 30             | 3              | 0              | 7              | 12             | 328            | 5º             |
| 2018      | ADAC Fórmula 4                     | Prema Theodore Racing        | 8              | 0              | 0              | 1              | 0              | 35             | 12º            |
| 2018      | Fórmula 4 Italiana                 | Prema Theodore Racing        | 6              | 0              | 0              | 0              | 0              | 9              | 20º            |
| 2018–19   | MRF Challenge Fórmula 2000         | MRF Racing                   | 5              | 0              | 0              | 0              | 2              | 50             | 9º             |
| 2019      | Eurofórmula Open                   | Double R Racing              | 16             | 0              | 0              | 0              | 2              | 79             | 11º            |
| 2019      | Fórmula 3 Asiática                 | Hitech Grand Prix            | 15             | 5              | 1              | 5              | 13             | 276            | 2º             |
| 2019      | Fórmula 3 Asiática - Winter Series | Hitech Grand Prix            | 3              | 0              | 0              | 0              | 2              | 0              | NC†            |
| 2019–20   | Fórmula 3 Asiática                 | Pinnacle Motorsport          | 15             | 5              | 4              | 5              | 10             | 229            | 2º             |
| 2020      | Fórmula 3                          | HWA Racelab                  | 18             | 0              | 0              | 0              | 0              | 26º            |                |
| 2021      | Fórmula 3                          | Trident                      | 20             | 4              | 2              | 1              | 7              | 179            | 2º             |
| 2021      | Fórmula 2                          | MP Motorsport                | 6              | 0              | 0              | 0              | 0              | 7              | 19º            |
| 2022      | Fórmula 2                          | Virtuosi Racing              | 28             | 3              | 3              | 4              | 6              | 128            | 6º             |
| 2023      | Fórmula 2                          | Invicta Virtuosi Racing      | 25             | 3              | 2              | 3              | 5              | 168            | 3º             |
| 2023      | Fórmula 1                          | BWT Alpine F1 Team           | Piloto reserva | Piloto reserva | Piloto reserva | Piloto reserva | Piloto reserva | Piloto reserva | Piloto reserva |
| 2024      | Fórmula 1                          | BWT Alpine F1 Team           | 1              | 0              | 0              | 0              | 0              | 0              | 24º            |
| 2025      | Fórmula 1                          | BWT Alpine F1 Team           | 6              | 0              | 0              | 0              | 0              | 0              | 18º            |

† Como Doohan era um piloto convidado, ele não era elegível para pontos.

### Resultados na Fórmula 1
(legenda) (resultados em negrito indicam pole position; resultados em itálico indicam volta mais rápida)
| Temporada | Equipe         | Chassis     | Motor               | 1       | 2 | 3      | 4      | 5      | 6 | 7   | 8   | 9   | 10  | 11  | 12  | 13  | 14 | 15  | 16  | 17  | 18  | 19 | 20  | 21 | 22  | 23 | 24     | Class. | Pontos |
| --------- | -------------- | ----------- | ------------------- | ------- | - | ------ | ------ | ------ | - | --- | --- | --- | --- | --- | --- | --- | -- | --- | --- | --- | --- | -- | --- | -- | --- | -- | ------ | ------ | ------ |
| 2024*     | Alpine F1 Team | Alpine A524 | Renault E-Tech RE24 |         |   |        |        |        |   |     |     |     |     |     |     |     |    |     |     |     |     |    |     |    |     |    | ABU 15 | 24º    | 0      |
| 2025*     | Alpine F1 Team |             | Renault             | AUS Ret |   | JPN 15 | BHR 14 | SAU 17 |   | EMI | MON | ESP | CAN | AUT | GBR | HUN |    | NED | ITA | AZE | SIN |    | MXC |    | LAS |    | ABU    | 18º*   | 0      |

Notas
* Temporada ainda em andamento.
† – O piloto não terminou a prova, mas foi classificado por ter completado 90% da corrida.